# Macrobathra chrysotoxa
Macrobathra chrysotoxa là một loài bướm đêm thuộc họ Cosmopterigidae. Nó được tìm thấy ở Úc.

## Hình ảnh

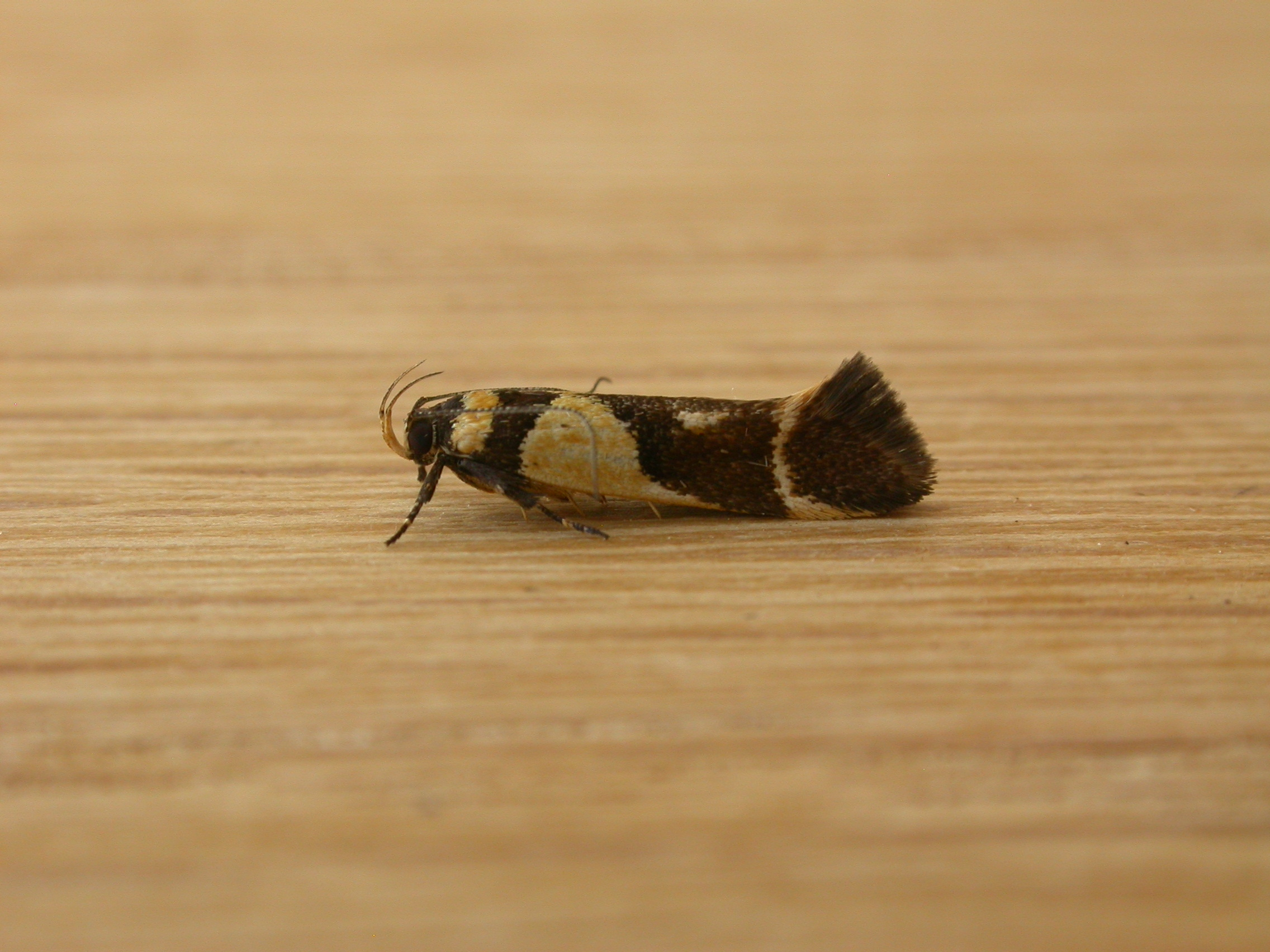